# Odontocoryphus pullus
Odontocoryphus pullus är en insektsart som beskrevs av Heinrich Hugo Karny 1907. Odontocoryphus pullus ingår i släktet Odontocoryphus och familjen vårtbitare. Inga underarter finns listade i Catalogue of Life.